# Primera División 1968-1969 (Messico)
Il campionato di calcio di Primera División messicana 1968-1969 è stato il ventiseiesimo campionato a livello professionistico del Messico. Cominciò il 17 marzo 1968 e si concluse il 3 marzo del 1969. Vide la vittoria finale del Cruz Azul.

## Squadre partecipanti
| Club        | Città             | Stadio                         | Stagione 1967-1968                         |
| ----------- | ----------------- | ------------------------------ | ------------------------------------------ |
| América     | Città del Messico | Estadio Azteca                 | 9º posto in Primera División               |
| Atlante     | Città del Messico | Estadio Olímpico Universitario | 8º posto in Primera División               |
| Atlas       | Guadalajara       | Estadio Jalisco                | 10º posto in Primera División              |
| Cruz Azul   | Jasso             | Estadio 10 de diciembre        | 6º posto in Primera División               |
| Guadalajara | Guadalajara       | Estadio Jalisco                | 6º posto in Primera División               |
| Irapuato    | Irapuato          | Estadio Irapuato               | 11º posto in Primera División              |
| Laguna      | Torreón           | Estadio San Isidro             | 1º posto in Segunda División (Neopromosso) |
| León        | León              | Estadio La Martinica           | 5º posto in Primera División               |
| Monterrey   | Monterrey         | Estadio Tecnológico            | 14º posto in Primera División              |
| Necaxa      | Città del Messico | Estadio Olímpico Universitario | 4º posto in Primera División               |
| Nuevo León  | Monterrey         | Estadio Universitario (UANL)   | 13º posto in Primera División              |
| Oro         | Guadalajara       | Estadio Jalisco                | 14º posto in Primera División              |
| Pachuca     | Pachuca           | Estadio Revolución Mexicana    | 12º posto in Primera División              |
| Pumas UNAM  | Città del Messico | Estadio Olímpico Universitario | 2º posto in Primera División               |
| Toluca      | Toluca            | Campo Patria                   | (Campione)                                 |
| Veracruz    | Veracruz          | Estadio Veracruzano            | 3º posto in Primera División               |

## Classifica finale
|  | Pos. | Squadra     | Pt | G  | V  | N  | P  | GF | GS | DR  |
|  | ---- | ----------- | -- | -- | -- | -- | -- | -- | -- | --- |
|  | 1.   | Cruz Azul   | 44 | 30 | 18 | 8  | 4  | 49 | 26 | +23 |
|  | 2.   | Guadalajara | 38 | 30 | 14 | 10 | 6  | 45 | 30 | +5  |
|  | 3.   | Toluca      | 34 | 30 | 13 | 8  | 9  | 43 | 30 | +13 |
|  | 4.   | Pumas UNAM  | 34 | 30 | 13 | 8  | 9  | 50 | 42 | +8  |
|  | 5.   | América     | 34 | 30 | 14 | 6  | 10 | 38 | 36 | +2  |
|  | 6.   | Atlas       | 34 | 30 | 13 | 8  | 9  | 41 | 39 | +2  |
|  | 7.   | León        | 31 | 30 | 13 | 5  | 12 | 54 | 50 | +4  |
|  | 8.   | Atlante     | 31 | 30 | 12 | 7  | 11 | 43 | 44 | -1  |
|  | 9.   | Necaxa      | 29 | 30 | 10 | 9  | 11 | 38 | 31 | +7  |
|  | 10.  | Pachuca     | 28 | 30 | 11 | 6  | 13 | 49 | 51 | -2  |
|  | 11.  | Monterrey   | 28 | 30 | 10 | 8  | 12 | 37 | 46 | -9  |
|  | 27.  | Veracruz    | 27 | 30 | 8  | 11 | 11 | 29 | 35 | -6  |
|  | 13.  | Laguna      | 23 | 30 | 7  | 9  | 14 | 34 | 45 | -11 |
|  | 14.  | Irapuato    | 23 | 30 | 7  | 9  | 14 | 38 | 52 | -14 |
|  | 15.  | Oro         | 21 | 30 | 7  | 7  | 16 | 34 | 54 | -10 |
|  | 16.  | Nuevo León  | 21 | 30 | 7  | 7  | 16 | 33 | 44 | -11 |

Legenda:
      Campione del Messico
 Spareggio retrocessione.
      Retrocesso in Segunda División
Note:
Due punti a vittoria, uno a pareggio, zero a sconfitta.

### Spareggio retrocessione
| Città del Messico 6 marzo 1969, ore 15:00                                      | Nuevo León | 1 – 1 (d.t.s.)       | Oro | Estadio Azteca |
| \| \| \| \| \| 32’ (rig.) Dámaso Pérez \| Marcatori \| Miguel Perrichon 22’ \| |            |                      |     |                |
|                                                                                |            |                      |     |                |
| 32’ (rig.) Dámaso Pérez                                                        | Marcatori  | Miguel Perrichon 22’ |     |                |

### Spareggio retrocessione (Ripetizione)
| Città del Messico 9 marzo 1969, ore 15:00                                                                               | Nuevo León | 2 – 2 (d.t.s.)                               | Oro | Estadio Azteca |
| \| \| \| \| \| 2’ Mario Aguilar 13’ José Álvarez Crespo \| Marcatori \| Bernardino Brambila 23’ José de Oliveira 58’ \| |            |                                              |     |                |
| |            |                                              |     |                |
| 2’ Mario Aguilar 13’ José Álvarez Crespo                                                                                | Marcatori  | Bernardino Brambila 23’ José de Oliveira 58’ |     |                |

### Spareggio retrocessione (2a Ripetizione)
| Città del Messico 13 marzo 1969, ore 15:00                | Oro       | 1 – 0 | Nuevo León | Estadio Azteca |
| \| \| \| \| \| 89’ Bernardino Brambila \| Marcatori \| \| |           |       |            |                |
|                                                           |           |       |            |                |
| 89’ Bernardino Brambila                                   | Marcatori |       |            |                |

## Risultati

### Tabellone
|             | AME | ATN | ATS | CAZ | GUA | IRA | LAG | LEO | MON | NEC | NLE | ORO | PAC | PUM | TOL | VER |
| América     |     | 0-1 | 0-1 | 0-2 | 2-2 | 0-0 | 2-1 | 1-0 | 1-0 | 2-0 | 4-2 | 1-0 | 3-1 | 1-1 | 2-1 | 2-1 |
| Atlante     | 2-0 |     | 5-2 | 0-1 | 0-2 | 3-0 | 2-0 | 2-1 | 1-0 | 1-2 | 1-5 | 1-1 | 3-1 | 2-4 | 3-1 | 1-1 |
| Atlas       | 2-2 | 1-2 |     | 1-0 | 0-0 | 0-0 | 1-0 | 4-2 | 2-0 | 0-0 | 2-0 | 1-3 | 2-0 | 2-0 | 1-0 | 2-2 |
| Cruz Azul   | 2-0 | 2-2 | 3-1 |     | 2-0 | 2-0 | 1-1 | 4-1 | 3-0 | 0-0 | 2-0 | 2-1 | 2-1 | 1-0 | 2-2 | 0-0 |
| Guadalajara | 3-0 | 3-1 | 2-2 | 0-1 |     | 3-1 | 1-1 | 2-0 | 0-0 | 0-2 | 0-3 | 4-2 | 1-1 | 3-2 | 1-0 | 1-0 |
| Irapuato    | 0-2 | 1-1 | 5-0 | 0-2 | 0-0 |     | 4-2 | 1-1 | 3-0 | 1-5 | 1-1 | 2-1 | 2-3 | 2-2 | 2-1 | 3-1 |
| Laguna      | 2-0 | 2-0 | 1-2 | 1-2 | 2-2 | 0-0 |     | 1-4 | 2-3 | 1-0 | 2-0 | 0-0 | 2-0 | 1-2 | 1-1 | 1-0 |
| León        | 2-3 | 2-0 | 0-1 | 2-3 | 0-5 | 4-2 | 3-1 |     | 1-1 | 5-1 | 3-0 | 5-3 | 4-2 | 2-1 | 3-2 | 1-0 |
| Monterrey   | 2-1 | 1-1 | 1-0 | 2-2 | 0-1 | 2-0 | 1-1 | 2-2 |     | 0-3 | 1-0 | 2-3 | 3-2 | 4-2 | 1-1 | 1-0 |
| Necaxa      | 2-0 | 2-1 | 1-1 | 0-1 | 1-2 | 2-1 | 4-1 | 0-1 | 2-2 |     | 1-1 | 6-1 | 0-0 | 1-1 | 0-1 | 1-0 |
| Nuevo León  | 0-1 | 3-1 | 1-2 | 0-1 | 1-2 | 3-1 | 1-2 | 0-0 | 1-5 | 3-1 |     | 1-1 | 0-0 | 0-1 | 0-0 | 1-1 |
| Oro         | 2-4 | 0-1 | 2-4 | 1-1 | 0-0 | 1-1 | 1-1 | 0-1 | 0-1 | 1-0 | 3-2 |     | 3-1 | 2-4 | 2-1 | 1-0 |
| Pachuca     | 0-2 | 3-3 | 2-1 | 2-2 | 1-2 | 3-0 | 1-0 | 4-2 | 2-1 | 1-0 | 2-3 | 1-0 |     | 4-1 | 3-0 | 6-2 |
| Pumas UNAM  | 2-2 | 0-2 | 3-2 | 4-1 | 2-1 | 4-1 | 1-1 | 1-1 | 2-0 | 1-0 | 0-1 | 1-0 | 5-1 |     | 1-1 | 1-1 |
| Toluca      | 1-1 | 3-0 | 1-0 | 3-2 | 1-0 | 2-0 | 4-2 | 1-0 | 4-0 | 1-1 | 2-0 | 4-0 | 2-1 | 0-1 |     | 2-0 |
| Veracruz    | 2-1 | 0-0 | 1-1 | 1-0 | 2-2 | 1-4 | 2-1 | 2-1 | 3-1 | 0-0 | 1-0 | 3-0 | 0-0 | 2-0 | 0-0 |     |

## Verdetti Finali
- Il Cruz Azul Fútbol Club è campione del Messico.
- Il Nuevo León retrocede in Segunda División.

## Classifica marcatori
| Gol |  |  | Giocatore    | Squadra |
| --- |  |  | ------------ | ------- |
| 24  |  |  | Luis Estrada | León    |